# Alfons II av Provence
Alfons II av Provence, född 1180 i Barcelona, död 2 februari 1209 i Palermo, var greve av Provence mellan åren 1185 och 1209. 
Alfons II var kung Alfons II av Aragonien och Sancha av Kastilien näst äldste son. Kung Alfons II överförde grevetiteln till honom från farbrodern Sancho år 1185. 
År 1193 gifte sig Alfons II med Garsenda of Forcalquier, även kallad Gersenda II av Sabran. Deras son blev sedermera Ramon Berenguer IV, greve av Provence.
Enligt Gaucelm Faidits poem var Alfonso II rival till honom gällande kärleken till Jourdaine d'Embrun.
Alfonso II dog i Palermo i Sicilien i Italien. 